# 赫蕉科
赫蕉科(Heliconiaceae)是單子葉植物薑目的一科，本科又稱為蠍尾蕉科。赫蕉科只有赫蕉屬一屬，約有100-200種，主要分佈在熱帶美洲。赫蕉屬以前被分類在芭蕉科或旅人蕉科內，現今已由它科分出，另立新科，而成為赫蕉科的一屬。

## 属
共1属，199种，17个亚种，23个变种
- 赫蕉屬 Heliconia